# 에마누엘 라스커
에마누엘 라스커(독일어: Emanuel Lasker, 1868년 12월 24일 ~ 1941년 1월 11일)는 27년 동안 세계 체스 챔피언이었던 독일의 체스 선수, 수학자, 철학자이다. 그는 1868년 성탄절 이브날 독일의 베를린헨(독일어: Berlinchen, 현재 폴란드 바를리네크폴란드어: Barlinek)에서 태어났다. 현재에도 최강의 체스 선수 가운데 한 명으로 여겨진다.